# الهاوش

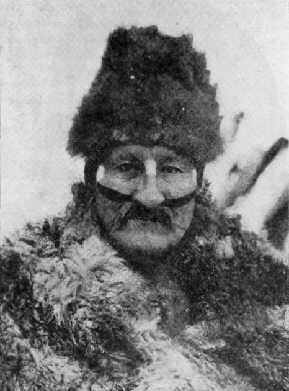

الهاوش أو المانيك'إنك هم شعب هندي، يُعتبر أقدم قاطنيّ أرض النار، والذين يتكلمون لغة الهاوش. تسميتهم الذاتية أو تسميتهم لأنفسهم هي المانيك'إنك. سكنوا أثناء الاستيطان الأوروبي الطرف البعيد لشبه جزيرة ميتري. أرض في الغرب في شمال شرق أرض النار، قد شغلها السالك'نام أو الأونا وهي مجموعة ثقافية ولغوية ذات صلة لكنها مختلفة.

اعتاد الهاوش القيام برحلات صيد إلى جزيرة لوس استادوس. وهم قبيلة بدوية صيادة. اصطادوا الغوناق واستعملوا كل جزء منه، وصنعوا الملابس من جلده. وتشاركوا العديد من العادات مع جيرانهم السالكنام، من ضمنها استعمال الاقواس الصغيرة والأسهم ذات الرأس الحجري، وإتخاذ الملابس من جلود الحيوانات، والاحتفال بطقوس للشباب الذكور والمسمى هاين. لغتهم هي جزء من عائلة لغات الشونان وهي متشابهة.